# Operation Sodabread
Operation Sodabread war ein britischer Plan zur Abwehr einer militärischen Invasion des Irak in das Emirat Kuwait. Der Plan war von 1961 bis 1967 in Kraft, wurde aber niemals aktiviert.

## Vorgeschichte
Das britische Militär im Mittleren Osten hatte im Juli 1961 Operation Vantage ausgeführt, den Aufbau einer Truppenpräsenz in Kuwait, durch die der Irak von einer beabsichtigten Offensive abgehalten wurde. Auf Betreiben einiger politischer Gruppen in Kuwait und mehrerer internationaler Akteure mussten sich die britischen Truppen nach einigen Wochen wieder zurückziehen. Sie wurden durch eine Friedenstruppe der Arabischen Liga ersetzt.
Die britische Politik und Armeeführung wertete in den folgenden Wochen die gerade überstandene Krise aus und kam zu dem Schluss, dass ein erneutet Truppenaufbau im Fall einer entschlossenen irakischen Offensive mit den vorhandenen Mitteln nicht schnell genug möglich wäre. Das Militär ging davon aus, dass die Truppen der arabischen Liga die Flugplätze und andere möglichen Brückenköpfe für britische Landungsverbände in Kuwait lediglich für 36 Stunden würden halten können. 

## Der Plan
Im August und September 1961 arbeitete die Militärführung ein Plan aus, nach dem ein in Bahrain stationiertes Fallschirmjägerbataillon mit Unterstützung von Verbänden der Royal Air Force in der Region innerhalb von 36 Stunden diese wichtigen Punkte besetzen und für weitere 60 Stunden halten sollten, um das Nachstoßen weiterer Truppen zu ermöglichen. Zur Vorbereitung dieser Operation sollte bereits zuvor ein kleines britisches Kontingent in Kuwait verbleiben, das ein Materiallager mit 24 Panzern, 24 gepanzerten Fahrzeugen, zwölf Artilleriegeschützen, Pioniermaterial, LKW und Munition unterhielt. Außerdem sollte eine mobile Radaranlage in Kuwait zur Verfügung stehen. In Bahrain sollten die zu dieser Zeit hochmodernen Erdkampfflugzeuge vom Typ Hunter FGA.Mk9 neu stationiert werden.
Im September befassten sich die Politik mit dem Vorschlag. Der Aufbau des Waffendepots wurde sofort bewilligt und von den noch in Kuwait anwesenden Truppen von Operation Vantage eingeleitet. Darüber hinaus wogen verschiedene Ministerien die Kosten für die Stationierung und den dafür nötigen Ausbau der britischen Militärbasen in der Region gegen den politischen und wirtschaftlichen Wert eines unabhängigen, Großbritannien nahestehenden Kuwait ab. Die Kosten alleine für den Bau zusätzlicher Unterkünfte wurden auf mindestens 600.000 Pfund Sterling geschätzt. Auf der anderen Seite standen erhebliche Einnahmen für den Staatshaushalt aus Beteiligungen an kuwaitischen Ölfirmen. Zudem war Kuwait Mitglied im Währungsraum des Pfund Sterling. Mit seinen Pfundreserven und dem beständigen Fluss hoher Investitionssummen an den Finanzplatz London stabilisierte das Land den Währungsraum. Zudem konnten britische Käufer Öl ohne Wechselkursschwankungen erwerben und es bestand nur eine geringe Gefahr, dass der Ölhandel mit Großbritannien aus politischen Gründen eingestellt würde.
Am 5. Oktober 1961 stimmte das britische Kabinett der Umsetzung von Operation Sodabread zu. Darüber hinaus wurde der Chef des Middle East Command ermächtigt, die Operation auf Anfrage des Emirs von Kuwait ohne Rücksprache mit London anzuordnen.

## Die Umsetzung
Abdullah III., der Emir von Kuwait, war bereits in der Planungsphase involviert und sicherte zu, die laufenden Kosten für das britische Materialdepot zu übernehmen. Am 26. Oktober 1961 wurde der Kommandeur des Middle East Command mit der Umsetzung von Operation Sodabread beauftragt. Als ausführende Einheiten wurde der Operation eine verstärkte Brigade zugeordnet. Von deren drei Infanteriebataillonen waren zwei in Kenia und eines in Aden stationiert und das Fallschirmjägerbataillon in Bahrain. Dazu kamen jeweils ein Geschwader aus Bodenkampfflugzeugen in Aden und Bahrain sowie ein Detachement mit Aufklärungsflugzeugen vom Typ English Electric Canberra in Bahrain. Im Operationsfall sollte ein Geschwader Canberras in der Rolle des leichten Bombers von Deutschland nach Schardscha verlegt werden. An Marineeinheiten sah das Regionalkommando drei Fregatten, ein amphibisches Geschwader und Minenräumboote für Sodabread vor.
Vor allem in Bahrain, einem Protektorat Großbritanniens, war die Stationierung britischer Truppen eine diplomatische Herausforderung. Dort war nur die Stationierung von Marine und Luftwaffe vertraglich abgesichert. Das über mehrere Jahrzehnte erfolgte Aufwachsen von Heerestruppen war vom Emir lediglich stillschweigend geduldet worden. Zur Ausführung von Sodabread wurde das vollständige dort vorhandene Kontingent von rund 1100 Mann benötigt. Deren Großteil war seit Operation Vantage in Zelten auf dem Marinestützpunkt Manama und auf dem Luftwaffengelände al-Muharraq untergebracht. Für eine dauerhafte Stationierung musste Großbritannien zusätzliche Kasernengrundstücke erwerben, was nur mit Zustimmung des Emirs möglich war. Emir Salman II. stimmte einer entsprechenden Anfrage grundsätzlich zu, setzte aber eine vorläufige Befristung der Truppenstationierung auf 15 Jahre durch und eine offizielle britische Zusicherung, dass diese Soldaten nur zur Verteidigung Kuwaits und Bahrains eingesetzt werden durften. Die Briten nahmen diese Forderungen an. Ende November 1961 wurde ein Pachtvertrag für das Kasernengelände geschlossen.

## Nachgeschichte
Nachdem im Frühjahr 1963 ein Umsturz die Herrschaft von Abd al-Karim Qasim im Irak beendet hatte und die Baath-Partei die Macht übernahm, verbesserte sich das Verhältnis zu Kuwait. Die britische Truppenpräsenz und die Vorbereitungen für Operation Sodabread blieben aber unverändert in Kraft. Ende 1965 beschloss die britische Regierung, ihre Basis in Aden innerhalb der folgenden drei Jahre aufzugeben. Verbunden damit war eine geheime Vereinbarung mit dem Emir von Kuwait, dass Großbritannien vom 1. Januar 1967 nur noch Luftunterstützung bei einer militärischen Verteidigung des Landes leisten würde. Damit war Sodabread nicht mehr wie geplant durchführbar. Die übrigen dem Plan zugeordneten Truppen blieben aber vorerst stationiert. Sie wurden erst 1971 abgezogen, als Großbritannien seinen Schutzmachtstatus für Bahrain, Vertragsoman und Aden aufgab.